# Erinome (maan)
Erinome, of Jupiter XXV is een natuurlijke satelliet van Jupiter. De maan werd ontdekt in 2000 door de Universiteit van Hawaï in Manoa onder leiding van Scott S. Sheppard en kreeg de naam S/2000 J 4.
Erinome is ongeveer 3,2 kilometer in doorsnee en draait om Jupiter met een gemiddelde afstand van 23,286 Gm in 728,49 dagen.
De maan is genoemd naar een van Zeus' vriendinnen uit de Griekse mythologie.